# Дудук
Дуду́к (от тур. düdük — флейта; арм. դուդուկ, dudúk) — духовой музыкальный инструмент с двойной тростью и девятью игровыми отверстиями. Обладает мягким певучим звучанием.
Распространён среди народов Кавказа, Ближнего Востока, Центральной Азии и Балканского полуострова.

## Этимология
Название дудука-флейты происходит от слова тур. duduk, düdük, которое в свою очередь произошло от перс. ‎тутак.
Армянская народная этимология связывает «дудук» с имитацией слогов, произносимых во время игры на инструменте при атаке: ду, фу, туй. Отсюда же произошло и более раннее название армянского дудука туйтуй.

## История
Дудук под названием «циранапох» («абрикосовая труба») упоминал ещё армянский историк V века Мовсес Хоренаци.
Инструмент дудук и музыка дудука являются неотъемлемой частью культурной жизни и общественной идентичности армянского народа. На протяжении многих веков она сопровождала все важные социальные события в жизни армян: народные празднования, торжества, песни и танцы, свадебные и похоронные церемонии и другое.
Согласно этномузыковеду Джонатану Макколаму (Dr. Jonathan McCollum), дудук изображен на многочисленных армянских рукописях Средневековья, символизируя армянскую национальную идентичность. Как отмечает Макколам, наиболее важным качеством дудука является его способность выражать диалектику и настроение армянского языка.
В 2005 году армянскому дудуку и исполняемой на нём музыке ЮНЕСКО присвоила статус шедевра устного и нематериального культурного наследия человечества. В 2008 году они включены в соответствующий репрезентативный список.

## Общее описание
Большая российская энциклопедия и оксфордский Музыкальный словарь Гроува называют дудук армянским инструментом.
Дудук имеет 8 игровых отверстий одинакового диаметра на верхней стороне трубки и 1 игровое отверстие снизу, закрываемое большим пальцем. Дополнительно на нижней стороне может быть десятое отверстие, предназначенное для настройки инструмента. Длина трубки дудука и трости зависит от тональности (строя) инструмента, в среднем она составляет около 32 см, трости — 12 см. Рабочая часть вставляемой в трубку трости состоит из двух сомкнутых лепестков, слегка приоткрытых в игровом состоянии. Подстройка высоты звучания и величина просвета между лепестками регулируется одетым на язычок хомутиком. Хранится язычок с надетым на концы лепестков прижимным колпачком. Трость имеет определённую тональность, соответствующую тональности дудука.
Армянский дудук изготавливается в основном из абрикосового дерева. По этой причине вторым его названием является циранапох (арм. ծիրանափող), переводимое как «абрикосовая труба» или «душа абрикосового дерева». Язычок делается из тростника.
B 1920—1930-x годах армянский дудук был усовершенствован B. Г. Буни, который, сохранив основные черты народного инструмента, создал три разновидности дудука разных регистров. Самый низкий из них, баритоновый, получил название по имени конструктора — «бунифон».

## Строй, нотация, аппликатура
| 6                         | 7                         | 1                          | 2   | 3                         | 4                          | 5                          | 6                         | 7                         | 1  |
| f{\displaystyle \sharp }м | g{\displaystyle \sharp }м | aм                         | hм  | c{\displaystyle \sharp }1 | d1                         | e1                         | f{\displaystyle \sharp }1 | g{\displaystyle \sharp }1 | a1 |
|                           |                           |                            |     |                           |                            |                            |                           |                           |    |
| g 1                       | —                         | a{\displaystyle \sharp } 3 | c 4 | —                         | d{\displaystyle \sharp } 6 | e{\displaystyle \sharp } 7 | g 9                       | —                         | —  |

Строй дудука, в отличие от общепринятого обозначения для других духовых инструментов, определяется самой высокой нотой, извлекаемой со всеми открытыми игровыми отверстиями, или нотой октавой ниже, извлекаемой с двумя открытыми отверстиями (дальними от игрока). Между этими нотами образуется звукоряд мажорной гаммы. От нижней первой ступени мажора вниз идут ещё две его ступени (7 и 6). От этой 6 ступени (при всех закрытых отверстиях) начинается параллельная минорная гамма. Итого, для дудука в строе До это будут До мажор и Ля минор. Для дудука в строе Ля — Ля мажор и Фа-диез минор и т. д. Понижая седьмую ступень (на 1 и 9 отверстии), от второй ступени получается ещё одна гамма Ре минор (для дудука Ля — Си минор). Недостающий верхний тон Ре извлекается увеличением давления губ на трость. Альтерация ступеней основного звукоряда (повышение или понижение на полтона) достигается неполным закрытием отверстия (начиная с верхнего дальнего: 1, 3, 4, 6, 7, и заканчивая нижним 9).
Дудук транспонирующий инструмент, то есть ноты для него записываются не так, как они звучат на самом деле. Исключение составляет только дудук в строе До, нотация которого взята за основу для дудуков со всеми другими строями (Соль, Ля, Си бемоль, Си, Ре). Таким образом, нотация начинается от Ля малой октавы и заканчивается До второй октавы, с возможным повышением ещё на один тон.

## Исполнение
Типичный репертуар составляют лирические песни с богатой орнаментикой, исполняемые под бурдонный аккомпанемент второго дудука. Также характерны произведения в жанре мугам. В танцевальных мелодиях дудук сопровождает барабан дхол или бубен даф. Для игры применяется техника непрерывного дыхания: одновременно с подачей воздуха на трость музыкант дышит носом, язык при этом выполняет роль «шлюза», порциями передавая воздух из гортани в ротовую полость.
Одним из самых известных исполнителей музыки на дудуке являлся музыкант и композитор Дживан Гаспарян, прозванный мастером дудука, автор саундтреков многих голливудских фильмов, таких как, например, «Последнее искушение Христа» (1988) и «Гладиатор» (2000) (за которую получил премию «Золотой глобус»). Он работал со многими известными музыкантами, среди которых Андреас Фолленвайдер, Лайонел Ричи, Стинг, Питер Гэбриел, Ханс Циммер, Брайан Мэй, Роман Мирошниченко, Борис Гребенщиков, Ирина Аллегрова, Владимир Пресняков, Игорь Крутой, Майкл Брук и Дерек Шериньян.
В Армении и среди армян, живущих за её пределами, есть немало известных дудукистов, наиболее выдающимися из которых являются Людвиг Гарибян, Дживан Гаспарян-младший (внук Дживана Гаспаряна), Геворг Дабагян, Сергей Карапетян, Мкртич Малхасян, Ваче Овсепян, Левон Мадоян. Следует назвать и выдающегося дудукиста Ованеса Касьяна (Հովհաննես Կասյան), который сыграл важную роль в развитии этого искусства в Грузии.

## Родственные инструменты
Двухъязычковые инструменты семейства дудука имеют древнеармянское происхождение и распространены в странах Кавказа, Ближнего Востока и Центральной Азии. Близкие по конструкции и звучанию народные музыкальные инструменты:
- Балабан, ясти́ балабан, баламан — музыкальный инструмент, распространенный в Азербайджане, Дагестане[25], Иране[26].
- Мей — турецкий[14].
- Дудуки — грузинский[14].
- Гуань — китайский[источник не указан 869 дней].
- Хитирики — японский[источник не указан 869 дней].